# 크니텔펠트

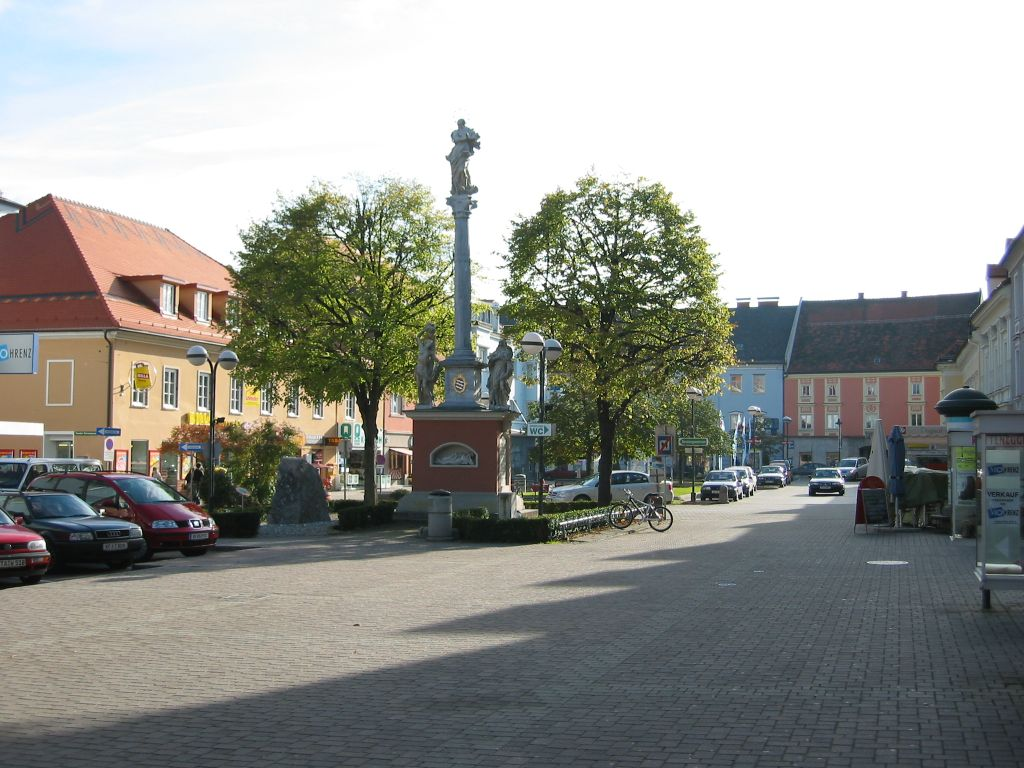
크니텔펠트 중앙광장

크니텔펠트(독일어: Knittelfeld)는 오스트리아 슈타이어마르크주에 위치한 도시로, 면적은 4.53km2, 높이는 645m, 인구는 12,740명(2012년 기준), 인구 밀도는 2,800명/km2이다.

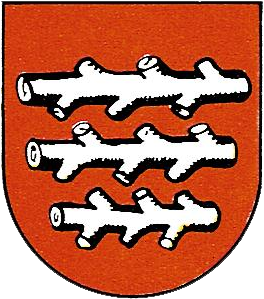
시 문장